# Buddhista kozmológia
A buddhista kozmológia a világegyetem alakjának és fejlődésének buddhista szövegekben történő jellemzése. Ezt a kozmológiát részletesen leírja a théraváda és a mahájána irányzatoknál található Abhidharma is. Ez a különböző buddhista hagyományokban szereplő szútrák és vinaják világegyetemről szóló elemzéseinek és egyeztetéseinek a végterméke. Nem egyetlen szútráról van szó, amely leírná az egész univerzum rendszerét. Mindazonáltal, a történelmi Buddha számos szútrában beszél más világok létezésről. Bizonyos szútrákban pedig a világegyetem eredetéről és elpusztulásáról esik szó. Ezen adatok összeegyeztetése egy mindent magába foglaló rendszerré a buddhizmus történetének az elején kellett, hogy történjen – mint például ahogyan a páli Vibhadzsjaváda hagyományban szereplő rendszer (théraváda) – néhány névjegyzéki eltéréstől függetlenül – megegyezik a Szarvásztiváda hagyománnyal (mahájána).
A buddhista kozmológia leírásainak megfelelő világ képe nem tekinthető a világegyetem szó szerinti leírásának. Következetlen és nem is lehet következetessé tenni még a korabeli indiai csillagászati adatokkal sem. Azonban nem is annak szánták ezt a kozmológiát, hogy a hétköznapi ember által észlelt világot írja le; sokkal inkább egy olyan világ, ahogyan a divjacsaksusz (páli: dibbacsakkhu), az "isteni szem" lát – amellyel egy buddha vagy egy arhat megfigyelheti az összes többi világot és a bennük keletkező (születő) és elmúló (elpusztuló) lényeket. Ezt a kozmológiát szimbólumokon és allegóriákon keresztül is értelmezték (a mahájána tanításhoz kapcsolódó cikk: Tíz spirituális birodalom).
A buddhista kozmológiát két egymáshoz kapcsolódó részre lehet osztani: térbeli kozmológia – amely a világegyetemen belüli különböző világok elosztását írja le – és az időbeli kozmológia – amely jellemzi a világok keletkezését és elmúlását.

## Térbeli kozmológia
A térbeli kozmológiát két ágra lehet osztani: az egyik a függőleges (vagy csakravála) kozmológia – amely függőleges irányban osztja el a világokat (némelyik magasabban, némelyik alacsonyabban van) -, a másik a vízszintes (szahaszra) kozmológia, amely a függőlegesen elhelyezett világokat rendezi ezres, milliós, vagy milliárdos csoportokba.

### Függőleges kozmológia
A függőleges kozmológiában a világegyetem sok világból áll (lokák) – nevezik birodalmaknak, mezőknek vagy létsíknak is. Ezek egymásra helyezett rétegekben helyezkednek el. Mindegyik világ egy tudatállapotnak vagy létállapotnak felel meg. Azonban a világ nem jelöl egy helyet, mint ahogy az azt alkotó élőlények teszik, csupán a karmájuk (cselekedetük) tartja azt fent és ha ennek a világnak a lakói elpusztulnak, akkor az egész világ is megsemmisül. Ugyanígy keletkeznek ezek a világok – az első lakó megszületésével egyetemben jelennek meg. A különböző világok fizikális elválasztódása nem is olyan lényeges, mint a mentális. Annak ellenére, hogy az emberek és az állatok egyazon fizikális környezeten osztoznak, mégsem tartoznak egy világhoz, mivel a tudatuk máshogyan fogja fel és reagál a saját környezetére.
A függőleges kozmológia 31 létezési síkra van osztva, amelyek három birodalomban (dhátu) helyezkednek el. Mindegyik sík külön tudatállapotnak felel meg. A három világ (Tridhátu) a nem anyagi birodalom vagy az alaknélküliség 4 birodalma (arúpa-vacsara), a 16 finom anyagi birodalom avagy az alakok 16 birodalma (rúpa-vacsara) és az érzéki vágyak 15 birodalma (káma-vacsara). A mi naprendszerünkben, azaz ezen a létsíkon "öt vagy hat érzéki birodalom" létezik. Előfordul, hogy az arúpa-vacsara és a rúpa-vacsara birodalmakban született összes élőlényt "istenként" osztályoznak (déva). Ám ez a fogalom nem teljesen világos, ugyanis bármely olyan lényre vonatkozhat, amely hosszabban és boldogabban él, mint az ember. A többségük nem isten a szó hétköznapi értelmében, hiszen semmi közük nincs az emberekhez.
A "brahmá" a magasabb szinten lévő dévák megjelölése illetve egy nevet is takar. Bővebb értelmezésben ez is vonatkozhat az arúpa-vacsara és a rúpa-vacsara birodalmakban született bármely élőlényre.

#### Alaknélküliség birodalma (arúpa-vacsara)
Az arúpa-vacsarának (szanszkrit), arúpa lókának (páli) (Tibeti: gzugsz med pa'i khamsz; Japán: 無色界 Musiki-kai) vagy "forma nélküli birodalomnak" nem lenne helye egy tisztán fizikális kozmológiában, ugyanis egyik lakójának sincs se formája, se elhelyezkedése; ezért aztán magának a birodalomnak sincs. Ez a birodalom azon dévákhoz tartozik, akik előző életükben elérték és megmaradtak az arúpadzshána meditáció négy forma-nélküli állapotában (csatuh-szamápatti). Bódhiszattvák azonban soha nem születnek arúpa-vacsarába, még akkor sem, ha elérték az arúpadzshánákat.
Négyféle arúpa-vacsara déva létezik az arúpadzshánáknak megfelelően:
- Naivaszamdzsnánászamdzsnájatana vagy névaszannánászannájatana (tibeti: 'du sesz med 'du sesz med min; japán: 非有想非無想処) "A sem észlelés sem nem-észlelés birodalma". Ezen világ forma nélküli lakói meghaladták az észlelés tagadását és elértek egy liminális állapotot, amelyben már nem foglalkoznak az "észleléssel" (szannyá, körülmények felismerése jegyek alapján), azonban nem is teljesen tudat nélküliek.[1]
- Ákimcsanjájatana vagy ákincsannájatana (tibeti: csi jang med; japán: 無所有処 muso u so) "A semmiség birodalma" (szó szerint "minden hiánya"). Ebben a világban a forma nélküli lakók azon elmélkednek, hogy nincs semmi". Ezt az észlelés egyik mély formájának tekintik.
- Vidzsnánánantjájatana, Vinnánánancsájatana, vagy rövidítve Vinnánancsájatana (tibeti: rnam sesz mtha' jasz; japán: 識無辺処 siki mu hen dzso) "A végtelen tudat világa". Ebben a világban a forma nélküli lények azon meditálnak, hogy a tudatuk mindent átölelő. Ebben a világban az élet 40 000 emberéletnek felel meg.
- Ákásánantjájatana vagy ákászánancsájatana (tibeti: nam mkha' mtha' jasz; japán: 空無辺処 kú mu hen dzso) "A végtelen tér világa". Ebben a világban az élőlények a mindent betöltő tér végtelenségén meditálnak. Ebben a világban az élet 20 000 emberéletnek felel meg.

#### Alakok birodalma (Rúpa-vacsara)
A rúpa-vacsara vagy "Alakok birodalma", ahogy a neve is utal rá, az első fizikális birodalom. Lakóinak van valamiféle teste és elhelyezkedése a térben. Az élőlények teste finom anyagból készült, amely maga láthatatlan a káma-vacsara lakói számára. Az alakok birodalmának lakói nem érzékelik az öröm és a fájdalom szélsőséges fajtáit és nem vágyakoznak az érzékeiket kielégítő dolgok után – mint ahogy a káma-vacsara lakói. Ebben a világban a testeknek nincs neme.
Az arúpa-vacsara lakóihoz hasonlóan a rúpa-vacsara élőlényeinek a tudata is a négy dhjána tudatállapot egyik megfelelője. Az ő esetükben ez az alsó négy dhjánát jelenti. Mindegyik dhjánának megfelelő tudatállapot fel van osztva további létsíkokra: 7-3-3-3, így jön ki összesen a 16.
Az alakok birodalmának létsíkjai a következőek:
- Negyedik dhjánába tartozó világok: az öt Szuddhávásza (tiszta tartózkodási helyek): Akanistha (vagy Akanittha), Szudarszana (vagy Szudasszí), Szudrsza (vagy Szudassza), Atapa (vagy Atappa), Avrha (vagy Aviha), valamint az Aszannaszatta és a Vehapphala (tib: 'brasz bu cse)
- harmadik dhjánába tartozó világok: Szubhakinna / Szubhakinha (tib: dge rgyasz), Appamánaszubha (tib: tshad med dge), Paríttaszubha (tib: dge csung)
- második dhjánába tartozó világok: Ábhasszara (tib: 'od gszal), Appamánábha (tib: csad med 'od), Parittábha (tib: 'od csung)
- első dhjánába tartozó világok (brahmá világok): Mahábrahmá (tib: csangsz pa csen po; jap: 大梵天 Daibonten), Brahmapurohita (tib: tshangs 'khor), Brahmapáriszaddzsa (tib: csangsz risz)

#### Érzéki vágyak birodalma (káma-vacsara)
Az érzéki vágyak birodalmába (páli: Kámaloka; tib: 'dod pa'i khamsz; jap: 欲界 Joku-kai) született lények boldogsági szintje különbözik, azonban mindannyian – anágámik, arhatok és buddhák kivételével – Mára démon uralma alá tartoznak és érzéki vágyaktól függenek, amely szenvedést okoz számukra.

##### Mennyei birodalmak
A következő négy birodalom össze van kötve, amelyek mind a Szumeru központi hegy fölött helyezkednek el. A dévák a mennyei világokban tartózkodó lények, hosszú életűek, szépek, boldogok és erősek. De az élet a mennyekben szintén nem állandó, ki van téve az elmúlásnak, és ezért a mennyei világokban való újjászületés nem a végső cél azok számára, akik Buddha ösvényét követve a megszabadulást keresik. A négy mennyei birodalom, vagy mennyország a következő:
- Paranimmita-vaszavatti (tib: gcsan 'phrul dbang bjed; jap: 他化自在天 Takedzsicai-ten)
- Nimmánaratí (tib: 'phrul dga' ; jap: 化楽天 Keraku-ten)
- Tusita (tib: dga' ldan; jap: 兜率天 Toszotcu-ten)
- Jáma (tib: 'thab bral; jap: 夜摩天 Yama-ten)

##### A Meru-hegy világai
A Meru-világhely egy hatalmas, furcsa alakú csúcs, amely a világ közepén magasodik, amely körül a nap és a hold kering, a lába egy hatalmas óceánban fekszik, illetve körbe van véve kisebb hegyekkel és tengerekkel. Az alábbi három világ a Meru-hegy tetején, oldalán és tövénél helyezkedik el: a Trájasttrimsza dévák a csúcsán, a Csáturmahárádzsikakájika dévák az oldalán, az Aszurák pedig az óceánban és a hegy tövénél élnek. Az isteneken kívül sok más lakója is van a Meru-hegynek.
- Trájasttrimsza (tib: szum csu rca gszum pa; jap: 忉利天 Tóri-ten)
- Csáturmahárádzsikakájika (tib: rgyal csen bcsi; jap: 四大王衆天 Sidaiósu-ten)
- Aszúra (tib: lha ma jin; jap: 阿修羅 Asura)

##### Földi világok
- Manuszjaloka (tib: mi; jap: 人 nin)
- Jambudvípa (jap: 閻浮提 Enbudai) – a közönséges emberek lakóhelye, ami délen van. Magasságuk 150–180 cm, élettartamuk 140 év.
- Pūrvavideha – az emberek keleti lakóhelye. Itt az emberek közel 4 méteresek és 250 évig élnek.
- Aparagodánja – az emberek nyugati lakóhelye. Itt az emberek 7-8 méteresek és 500 évig élnek.
- Uttarakuru – északi lakóhely. Itt nagy gazdagságban élnek az emberek, dolgozniuk nem kell, mert élelmiszerük magától nő és nincs is saját vagyonuk. Városaikat a levegőbe építették. 14 méteresek és 1000 évig élnek. Vaiszravana védelmét élvezik (a mennyei királyok vezetője).
- Tiraccsána-joni (tib: dud 'gro; jap: 畜生 csikussó) – ide tartozik minden állat amely érzésre képes, méretbeli megkötés nélkül.
- Prétaloka (tib: ji dvagsz) – a preták, vagy "éhes szellemek" többnyire a földön élnek, azonban a tudatállapotuk miatt ők ezt máshogy élik meg. Legtöbbször sivatagokban élnek és hatalmas nyílt területeken.

##### Poklok (Narakák)
Naraka vagy Niraja (tib: dmjal ba) a legnagyobb szenvedéssel járó világok elnevezése, amelyet magyarul pokolnak fordítanak. Ahogy a többi világnál is, a lények a karmájuk eredményeként születnek ezekbe a világokba és véges hosszúságú ideig maradnak lakói – amíg a karmájuk ereje ki nem huny és egy régi, elraktározódott üdvös karma révén újból egy kevesebb szenvedéssel járó birodalomba kerülnek. Az itt lakók tudatállapota a rendkívüli félelemnek és a segítség nélküli rettegésnek felel meg az embereknél. Léteznek hideg és forró poklok.

###### Hideg Narakák
- Arbuda
- Nirarbuda
- Atata
- Hahava
- Huhuva

Ezekben a narakákban az élethossz hússzor hosszab az azt megelőzőnél.

###### Forró Narakák
- Sandzsíva – Az élet ezen a narakán 162x1010 évig tart.
- Kálaszútra – Az élet ezen a narakán 1296*1010 évig tart.
- Samgháta – Az élet ezen a narakán 10,368*1010 évig tart.
- Raurava – Az élet ezen a narakán 82,944*1010 évig tart.
- Maháraurava – Az élet ezen a narakán 663,552*1010 évig tart.
- Tapana – Az élet ezen a narakán 5,308,416*1010 évig tart.
- Pratápana – Az élet ezen a narakán 42,467,328*1010 évig tart.
- Avícsi – Az élet ezen a narakán 339,738,624*1010 évig tart.

### Vízszintes kozmológia
A vízszintes (szahaszra) kozmológia a függőlegesen elhelyezett világokat rendezi ezres, milliós, vagy milliárdos csoportokba. A Buddha szerint az univerzum időben is és térben is végtelen.
Az összes világ és birodalom egy egységet alkot (Szakvala), amely a naprendszer méretének felel meg (Szalvala).
Ezer naprendszer csoportját nevezik "Szahasri Loka Dhat" néven (vagy kis csilliókozmosz). Erről úgy tartják, hogy a Tejút méretének felel meg. Egy millió naprendszer csoportját "Divi Szahasri Loka Dhatu" (vagy közepes dicsiliókozmosz). A legnagyobb csoport egy trillió naprendszerből áll. Ezt "Thri Szahasri Loka Datu"-nak, vagy nagy tricsiliókozmosznak nevezik. Egy ilyen utóbbi csoportban egyszerre csak egyetlen Buddha létezhet.

## Időbeli kozmológia
A buddhista időbeli kozmológia leírja, miképp keletkezik és múlik el a világegyetem. Egyéb ind kozmológiához hasonlóan végtelen időt tartalmaz és ciklikusságot. Ez nem jelenti azt, hogy folyamatosan ugyanazok az események történnek benne, csupán a nappal-éjjel, tél-nyár körforgás a jellemzője.
Az idő mérésének alapegysége a mahákalpa vagy "Nagy Eon" (jap: 大劫 daigó). Emberi években ez egyszer sincs megfogalmazva, de nagyon hosszú időt takar – milliárd években vagy még többen kell számolni.
Egy mahákalpa négy kalpára vagy "eonra" (jap: 劫 kó) van osztva:
- Vivartakalpa "kialakulás eonja" – ez alatt jön létre a világegyetem.
- Vivartaszthájikalpa "kialakulás-megtartás eonja" – ez alatt az idő alatt a világegyetem megtartja kialakult formáját.
- Szamvartakalpa "feloszlás eonja" – ez alatt az idő alatt a világegyetem feloszlik.
- Szamvartaszthájikalpa "feloszlás-megtartás eonja" – ez alatt az idő alatt a világegyetem üres állapotot tart fent.

Mindegyik kalpa fel van osztva húsz antarakalpára (páli: antarakappa; jap: 中劫, "eonon belül") – mindegyik egyenlő hosszú.